# 英華大詞典
《英華大詞典》，中國人民自行編輯出版的1部大型英漢詞典，1942年由鄭易里在上海開始編輯，曹成修與他合編，1946年完成初稿，經過幾年的整理，1950年在上海出版，1954年2印，1955年出新版。
1964年起，鄭易里展開修訂工作，1968年完成修訂初稿。
1978年到1980年間，出版單位商務印書館（北京）請鄭易里、胡學元、劉邦琛、沈鳳威4人，對原修訂初稿再做大幅修訂。
1980年起，由黨鳳德主持修訂工作，在徐式谷和林光等多人參與下，進行更大規模的修訂和增補，並由徐式谷擔任責任編輯，1984年，這個經過多次反复修訂的新版終於問世，這就是《英華大詞典（修訂第2版）》。
1997年起，由《英華大詞典（修訂第2版）》的責任編輯徐式谷主持修訂工作，再度展開大規模修訂，增加了3000條以上的新詞，同時為符合在香港出版行銷海外繁體字版的需要，增加了KK音標注的美國音，這就是2000年面世的《英華大詞典（修訂第3版）》。